# Aua Russein
Die Aua Russein ist ein etwa 12 Kilometer langer Bach im Kanton Graubünden, der gegenüber Pardomat von links in den Vorderrhein mündet.

## Geographie

### Verlauf
Die Quelle der Aua Russein liegt am Fuss des Tödi auf etwa 2620 m ü. M. Der Bach fliesst zunächst parallel zu weiteren Quellbächen etwa 1 km Richtung Westen ins Val Gronda da Russein. Als er den Talbobden auf 2150 m ü. M. erreicht, nimmt er von rechts weitere Quellbäche auf was sich auf den folgenden 0,5 km beidseitig fortsetzt. Der Bach fliesst nun südwärts und nimmt nun während der nächsten 1,5 km weitere Bäche vor allem von links auf. Auf 1840 m ü. M. fliesst mit der Pintga da Russein erstmals ein grösserer Bach von rechts zu. 0,7 km talwärts nimmt der Bach unterhalb der Alp Russein da Trun den auf 1780 m ü. M. von links kommenden Gliems auf sowie auch einen kleineren Bach von rechts. Hier erreicht der Bach nun endgültig die Baumgrenze und fliesst vorbei an der Alp Russein da Mustér. 1,5 km talwärts fliesst mit der Aua da Cavrein auf 1550 m ü. M. der grösste Nebenfluss von rechts zu. Der Bach fliesst weitere knapp 3 km talwärts durch das Val Russein und erreicht schliesslich den kleinen Stausee Barcuns auf 1360 m ü. M. Auf den letzten 2 km fliesst die Aua Russein durch waldiges Gebiet vorbei an der Russeinerbrücke, bis sie schliesslich gegenüber von Pardomat auf 957 m ü. M. von links in den Vorderrhein mündet.

### Einzugsgebiet
Das Einzugsgebiet der Aua Russein hat eine Grösse von etwa 55 km². Der höchste Punkt im Einzugsgebiet ist auf 3583 m ü. M. am Tödi.